# بيتر أبيل
بيتر أبيل (بالإنجليزية: Peter Abell)‏ هو عالم اجتماع بريطاني، ولد في 1939 في لندن في المملكة المتحدة.